# Liste von Dateinamenserweiterungen/Z
In dieser Liste sind übliche Dateinamenserweiterungen aufgelistet, die in einigen Betriebssystemen zur Unterscheidung von Dateiformaten verwendet werden. In anderen Betriebssystemen erfolgt die Dateitypenidentifikation hauptsächlich über den Dateivorspann und bei E-Mail-Anhängen hat der MIME-Type eine größere Bedeutung als die Dateinamenserweiterung. Systeme, die nach den beiden letztgenannten Vorgehensweisen verfahren, ignorieren die Erweiterung meist vollständig. 
| Dateinamenserweiterung | MIME-Typ                                      | Vollständiger Name                   | Bemerkungen, Verwendung                                                                  |
| ---------------------- | --------------------------------------------- | ------------------------------------ | ---------------------------------------------------------------------------------------- |
| .z                     |                                               |                                      | mit Unix-Programm compress komprimierte Datei                                            |
| .z3                    |                                               |                                      | Spielmodul (Infocom)                                                                     |
| .z3d                   |                                               | Zanoza 3D File                       | 3D-Modelle mit dem ZModeler erstellen, speichern etc.                                    |
| .z64                   |                                               | Nintendo 64 ROM image                | Dump eines Nintendo-64-Spiels (im Mr.Backup-Z64-Format) zur Verwendung in einem Emulator |
| .zabw                  |                                               |                                      | Komprimiertes Dokument (AbiWord)                                                         |
| .zap                   |                                               |                                      | Komprimierte Datei (FileWrangler)                                                        |
| .zap                   |                                               |                                      | Software-Installationseinstellungen (Microsoft Windows)                                  |
| .zbp                   |                                               |                                      | „Tafelpaket“ für Boardmaker                                                              |
| .zdg                   |                                               |                                      | Komprimiertes Text-Dokument (Zview)                                                      |
| .zdl                   |                                               | DesignPro-Datei                      | Grafik-Datei (Avery-Zweckform DesignPro 5.0)                                             |
| .zdp                   |                                               | DesignPro-Datei                      | Grafik-Datei (Avery-Zweckform DesignPro 3.5-4.0)                                         |
| .zei                   |                                               |                                      | Zeichnung (LOGOCAD Triga)                                                                |
| .zeno                  |                                               |                                      | Komprimiertes Dokument                                                                   |
| .zer                   |                                               |                                      | Daten-Datei (Zerberus)                                                                   |
| .zfb                   |                                               |                                      | VBG-Fragebogen                                                                           |
| .zgm                   |                                               |                                      | Grafik-Datei (ZenoGraphics)                                                              |
| .zim                   |                                               | Zeno IMproved                        | Komprimiertes Dokument (Verbessertes Zeno-Format)                                        |
| .zip                   | application/zip, application/x-zip-compressed |                                      | Komprimiertes Dateiarchiv                                                                |
| .zipx                  |                                               |                                      | Komprimiertes Dateiarchiv (Verbessertes ZIP-Format)                                      |
| .zir                   |                                               |                                      | Konstruktionsdatei des Dynamischen Geometrieprogramms Zirkel und Lineal                  |
| .zom                   |                                               |                                      | Komprimiertes Archiv (ZOOM auf Amiga)                                                    |
| .zoo                   | application/x-zoo                             |                                      | Komprimiertes Dateiarchiv                                                                |
| .zpj                   |                                               | Zend Development Environment Project | Projektdatei von Zend Studio                                                             |
| .zst                   | application/zstd                              | Zstandard-Archiv                     | Komprimiertes Dateiarchiv gemäß RFC 8478                                                 |
| .zvd                   |                                               |                                      | Voice-Datei (Zyxel Z-Fax)                                                                |
| .zvr                   |                                               |                                      | Voice-Datei (Philips Diktiergerät 7630 7650)                                             |
| .zxp                   |                                               |                                      | Projekt-Datei (Umberto 5)                                                                |